# خليل زقطان
خليل محمد خليل زقطان (1928 – 3 يونيو 1980) شاعر وكاتب فلسطيني، يعد من الرعيل الأول لشعراء النكبة الفلسطينيين.

## سيرته
وُلد خليل محمد خليل زقطان في قرية زكريا قضاء الخليل عام 1928، وتلقى تعليمه الابتدائي بمدرسة القرية. عمل في بنك الأمة في مدينة الرملة، وبعد النكبة عام 1948 لجأ إلى مخيم الدهيشة.
أسس بعد النكبة مدرسة الدهيشة التي كان مديرها لمدة ثلاثة أعوام، وانتقل بعدها إلى مخيم الكرامة، ثم انتقل إلى عمّان ليعمل مديرًا لمركز التربية الأساسية في مخيّمات اللاجئين في وكالة الأمم المتحدة لإغاثة وتشغيل اللاجئين الفلسطينيين، كما شارك هناك في تأسيس الاتحاد العام للكتاب والصحفيين الفلسطينيين.
كان الشاعر الفلسطيني البارز عبد الكريم الكرمي (1909–1980) والشاعر خليل زقطان هما الأوسع انتشارًا على المستوى الفلسطيني في مجال الشعر خلال السنوات الخمس الأولى بعد النكبة.

## حياته الشخصية
خليل زقطان هو والد كل من الشاعر الفلسطيني غسان زقطان، والكاتبة زهيرة زقطان.

## مؤلفاته

### دواوينه الشعرية
- «صوت الجياع»، صدر عن مطبعة دار الأيتام في القدس، عام 1953.[3]
- ديوان «صور من فلسطين»، فُقِد.[2]
- ديوان «قصر الكوخ»، فُقِد.[2]
- ديوان «على الدرب»، خلال فترة الستينيات، وقد أُرسِلَ إلى مطبعة دار المعارف المصرية ليتم طباعته لكنّه فُقد في ظروف غامضة قبل أن يطبع.[2]

### مؤلفات أخرى له
- «حرب فيتنام عام 1956»، ملحمة شعرية.[2]
- «حرب التحرير الجزائرية»، مسرحية شعرية.[2]

## وفاته
توفي خليل زقطان في عمان بتاريخ 3 يونيو 1980 إثر نوبة قلبية أثناء إلقائه لكلمة في احتفال حاشد.

## مؤلفات عنه
- «خليل زقطان: الأعمال الشعرية غير المنشورة»، من جمع الكاتب زياد أبو لبن، وقد صدر عن دار الكرمل في عمان، عام 1995.[6]

## أوسمة
منح اسم خليل زقطان وسام القدس للثقافة والآداب والفنون عام 1990.

## وصلات خارجية
- عن خليل زقطان، وكالة الأنباء والمعلومات الفلسطينية (وفا).